# Meerchen
Das Meerchen ist ein Bach im Landkreis Zwickau im westlichen Sachsen und im Landkreis Altenburg im östlichen Thüringen. Es entsteht in Dennheritz, durchfließt das Stadtgebiet von Meerane und mündet in Gößnitz als rechter Nebenfluss in die Pleiße. Der Köthlerbach und der Dittrichbach sind rechte Nebenbäche.
Der Name ist eine Verkleinerungsform zu mittelhochdeutsch mere mit der Bedeutung „stehendes, eingeschlossenes Gewässer, Sumpf“.